# Le Pauvre Hère de Nippur

Le Pauvre Hère de Nippur (ou Pauvre Homme de Nippur) est un des rares récits humoristiques qui nous soit parvenu de la civilisation mésopotamienne. Il s'agit d'une satire montrant un homme du peuple se venger d'un notable indigne de sa fonction, et qui profite de son pouvoir pour humilier les « petits ». Ce texte a été découvert dans les années 1950 à partir d'une tablette du site de Sultantepe.

## Texte
Ce texte raconte l'histoire d'un homme pauvre, Gimil-Ninurta. Au comble du désespoir, il décide de donner son unique possession, sa chèvre, au maire de Nippur, dans l'espoir que celui-ci, compatissant, lui vienne en aide. 
Introduction du Pauvre Hère de Nippur :
"Il était un homme de Nippour, pauvre et miséreux, appelé Gimil-Ninourta (« Perfection du dieu Ninourta »), homme misérable. Il menait une vie très difficile dans sa ville de Nippour. Il n'avait pas d'argent, ornement de ses concitoyens. De l'or, il n'avait pas, ornement des sujets. Sa jarre avait faim de la pure déesse-Grain, son foie brûlait du besoin de pain, son visage souffrait beaucoup du besoin de viande et de bière. Chaque jour vraiment, il va se coucher, affamé du manque de nourriture. Il était aussi vêtu d'un vêtement jamais changé. 
Celui-ci prit conseil de son cœur misérable : « Je veux enlever mon vêtement sans me changer sur la grand-place de ma ville de Nippour et je veux acheter un mouton ». (Alors) Il enleva son vêtement sans se changer sur la grand-place de sa ville de Nippour. Il acheta une chèvre de trois ans. 

Celui-ci prit conseil de son cœur misérable : « Si je tuais la chèvre dans ma cour, il ne pourrait y avoir de repas : où serait la bière ? Mes voisins à ma porte l'apprendraient et se fâcheraient, famille et parentèle me deviendraient hostiles. Je vais aller apporter la chèvre chez le maire je lui procurerai du bon, du bon pour son estomac ». (Alors), Gimil-Ninourta saisit sa chèvre par le cou et celui-ci [se rendit] chez le maire de Nippour."
Mais le maire se contente de lui donner de la bière, sans plus se préoccuper de lui. Humilié, Gimil-Ninurta quitte la cité, et dit au garde de la porte de la cité qu'il se vengera en rossant trois fois le maire.
L'égoisme du maire et la promesse du pauvre hère : 

(Le maire ordonne à son portier :) « Donne-lui donc, au Nippouréen, un os et un tendon, verse-lui de la bière diluée au tiers dans sa fiole. Chasse-le énergiquement et fais-le sortir par la porte ! » Il (le portier) lui livra, au Nippouréen, un os et un tendon, il lui versa dans sa fiole de la bière, diluée au tiers. Il le chassa et le fit sortir par la porte. Gimil-Ninourta, en franchissant la porte, dit au portier, qui tient la porte : « À ton maître prospérité divine ! Pour une seule charge dont tu m'as chargé, pour elle seule, je te revaudrai trois compensations ! » Le maire, à l'entendre, rit une journée entière. 
Gimil-Ninurta se rend auprès du roi, qui accepte de l'aider. Il lui donne un char précieux et son attelage, avec lequel Gimil-Ninurta se rend à Nippur, se présentant comme un envoyé du roi. 
La rencontre avec le roi :
"Gimil-Ninourta se rendit au palais royal. C'est sur la décision du roi, du prince ou du gouverneur que sont tranchés les jugements équitables. Gimil-Ninourta, en entrant en présence du roi, embrassa le sol devant lui ; il salua des deux mains le roi de l'univers : 
« Héros, force du peuple, roi dont la divinité protectrice assure la gloire, qu'on me livre, sur ton ordre, un unique char, pour que je réalise mon désir pendant un seul jour. Par jour, je paierai une mine d'or rouge. » 

Le roi ne demanda pas quel était son projet, à lui qui voulait parader, tout un jour, sur un seul char. On lui livra, alors, un char neuf, d[igne de G]rands."
Il demande audience auprès du maire, en privé, et peut ainsi le battre. Ayant accompli la première étape de sa vengeance, il loue le char au maire, en échange d'or. Puis il se déguise en médecin, et réussit ainsi à retourner auprès du maire qui cherche à se soigner de ses blessures. Gimil-Ninurta profite une nouvelle fois de l'occasion pour molester le maire.

Après cette nouvelle humiliation, le maire réagit, et lui et son entourage partent à la poursuite de Gimil-Ninurta pour se venger. Mais ce dernier lui tend un piège sous un pont, et le rosse une troisième fois, comme promis, et le fait tomber à l'eau. Cette fois le maire en a eu pour son compte, et il n'a plus qu'à rentrer dans sa ville à la nage, après avoir reçu une bonne correction.
La 3e et dernière rouerie de Gimil-Ninurta : 

"[Gimil-Ninourta] se coucha comme un lion sous un pont. Le maire sortit au dehors aux cris de l'homme. Ils firent aussi sortir les gens de la maison, femmes et hommes ; eux tous se précipitèrent pour trouver l'homme. Tandis qu'eux tous se précipitaient pour trouver l'homme, le maire s'en alla seul au dehors. Gimil-Ninourta bondit de dessous le pont et empoigna le maire. Il terrassa le maire et lui compensa les or[dres.] De la tête à la plante des pieds, il lui meurtrit les membres, lui infligea de la souffrance : « Pour une seule charge dont tu m'as chargé, pour une charge seule, je te revaudrai trois compensations ! » Il le planta là et partit pour la campagne. Le maire, le corps mort, entra dans la ville."
Il s'agit du seul récit humoristique aussi long et complet dont on dispose pour la littérature mésopotamienne, dont on a longtemps pensé qu'elle ne disposait pas de ce type de textes. On a pu mettre en avant des ressemblances entre ce récit et certains provenant de l'Égypte antique et des Mille et une nuits (Le conte du premier Larrikin).